# 하정우 (축구 선수)
하정우(河定佑, 2005년 8월 5일 ~ )은 대한민국의 축구 선수로 포지션은 센터포워드이며 현재 K리그1의 수원 FC에서 K리그2의 성남 FC로 임대되어 뛰고있다.